# Caionvico
Caionvico è un quartiere di Brescia della città di Brescia. Fu comune autonomo fino al 1928, quando fu soppresso e annesso prima nel comune di Botticino e poi in quello cittadino.

## Geografia fisica
Il quartiere si sviluppa ai piedi del Monte Mascheda verso la val Verde di Botticino. Il suo territorio è delimitato: a ovest e a nord, dalle pendici del monte; a est, dal comune di Botticino e a sud dal quartiere di Sant'Eufemia e dalla ferrovia Milano-Venezia.
In pianura, il territorio è solcato dal vaso Rudone e dal Naviglio Grande Bresciano. Da quest'ultimo, proprio a Caionvico si diramano altre seriole come la Comuna, la Caionvica e la Vescovada.

## Origine del nome
Il toponimo è di origine romana: dal latino vicus, agglomerato di case priva di Municipium, di cui era proprietario Callio. Letteralmente "Villaggio di Callio".

## Storia
Di origine romana, come rivela il toponimo, era posto al crocevia della strada che collegava Brescia alla Valverde di cui fu probabilmente il primo centro abitato da cui in seguito si svilupparono Botticino, Rezzato e Sant'Eufemia.
Nel medioevo, finì sotto i possedimenti della Diocesi di Brescia. Il vescovo Ramperto distribuì le terre al monastero di San Faustino Maggiore che iniziò un processo di bonifica dei terreni. A partire dai secolo X e XI, le terre furono assegnate ai monasteri di Sant'Eufemia e di Serle probabilmente a causa della decadenza del monastero faustino.
Nel Trecento acquistò autonomia comunale: nel 1385 è riportato nell'Estimo visconteo. Nel 1438, Niccolò Piccinino riunì il suo esercito proprio a Caionvico per attaccare Brescia; tentativo fallito in seguito all'intervento di Scaramuccia da Forlì. Nel corso della guerra fra la Repubblica di Venezia e il Regno di Francia, Caionvico ospitò il Consiglio provvisorio di Brescia formato dagli esuli fedeli a Venezia.
L'economia di Caionvico fu prettamente rurale, ma nel Seicento e Settecento si sviluppò l'industria della produzione di calce, grazie alla presenza della roccia calcarea presente nell'area collinare e delle numerose seriole che rifornivano le fornaci della forza necessaria.
Alla fine del Settecento, l'arrivo dei rivoluzionari francesi nel bresciano portò alla costituzione di una repubblica autonoma (1797) che fu presto sostituita dalla Cisalpina (1797-1802) e dall'Italiana (1802-1805). Nel maggio 1797, Cajonvico fu indicato come comune appartenente al Cantone di Garza Orientale. L'anno dopo fu assegnato al distretto del Garza Orientale, mentre a settembre passò al Distretto Centrale, entrambi appartenenti al Dipartimento del Mella.
Dopo una parentesi dovuta all'occupazione militare austro-russa e con la riorganizzazione della Seconda repubblica cisalpina, Cajonvico fu inserito nel Distretto I di Brescia, sempre del Dipartimento del Mella. Nel giugno 1805, nel corso del riassetto amministrativo del napoleonico Regno d'Italia fu assegnato al cantone IV di Brescia del I distretto del capoluogo.
Nel 1807, nel comune fu aperta una fabbrica di cannoni. Nel 1810, fu soppresso e annesso al comune di Botticino Sera.
Riottenne l'autonomia comunale il 1º maggio 1816, con la riorganizzazione amministrativa del Regno Lombardo-Veneto prevista dalla notificazione 12 febbraio 1816. Appartenne al I Distretto della Provincia di Brescia.
Dopo l'esito della Battaglia di Solferino e San Martino e secondo quanto previsto dalla legge Rattazzi, Caionvico mantenne l'autonomia comunale sia sotto il Regno di Sardegna (1859-61) sia sotto il Regno d'Italia. Nella nuova riorganizzazione amministrativa fu inserito nel III Mandamento e del I Circondario della nuova Provincia di Brescia.
La parrocchia aveva giurisdizione su un territorio molto più vasto di quello comunale: nel 1916, la chiesa di Buffalora, frazione del comune, chiese e ottenne di essere separata dalla principale.
Nel 1928, il comune di Caionvico fu nuovamente soppresso e assieme ai comuni di Botticino Mattina e di Botticino Sera costituì il nuovo comune di Botticino. Tuttavia, dopo solo pochi mesi, Caionvico e Buffalora furono scorporati da questo comune e aggregati a quello di Brescia assieme a Sant'Eufemia.
L'amministrazione cittadina sviluppò l'ambito residenziale della frazione. Nel 1967, l'autolinea 7, proveniente da Sant'Eufemia, fu estesa a Caionvico, fino al confine con il comune di Botticino.
L'istituzione del consiglio di quartiere di Caionvico risale al luglio 1972, quando il consiglio comunale di Brescia votò per la costituzione di organismi di rappresentanza di prossimità. Le prime elezioni si tennero il 7 aprile 1974. Tre anni dopo, la Giunta Trebeschi recepì la legge 278/1976 e istituì le nuove circoscrizioni. Il quartiere fu assegnato all'Ottava circoscrizione, assieme a Porta Venezia e Sant'Eufemia.
Nel 2007, la giunta Corsini ridusse il numero delle circoscrizioni portandole da nove a cinque e Caionvico fu assegnata alla nuova Circoscrizione Est.
Nel 2014, a seguito dell'abolizione delle circoscrizioni per i nuovi limiti imposti dalla legge 191/2009, la Giunta Del Bono decise di ricostituire gli organi consultivi di rappresentanza dei quartieri. Le prime elezioni del consiglio di quartiere si tennero in tutta la città il 14 ottobre.

## Monumenti e luoghi d'interesse

### Architetture religiose
- Chiesa dei santi Faustino e Giovita
- Chiesa di san Massimiliano Kolbe

### Aree naturali
- giardino Vento del Mascheda[26]

## Cultura

### Scuole
Nell'abitato di Caionvico è presente la sede della scuola primaria e secondaria della circoscrizione est della città di Brescia. Nelle vicinanze di queste ultime sorge anche la scuola dell'infanzia comunale.

## Infrastrutture e trasporti
Caionvico è servito dalle autolinee 8 (Sanpolino-Serle) e 11 (Collebeato-Botticino) della rete dei trasporti urbani di Brescia e hinterland.

### Storia locale
- Gianpiero Belotti, Mario Baldoli, Una corsa lunga cent'anni - Storia dei trasporti pubblici di Brescia dal tram a cavalli al progetto Metrobus, Brescia, Fondazione Civiltà Bresciana, 1999.
- Lisa Cesco, Diego Serino, 30 anni di partecipazione: l'esperienza delle circoscrizioni a Brescia. Circoscrizione Est, Brescia, Comune di Brescia, 2010.
- Maurilio Lovatti, Marco Fenaroli, Governare la città. Movimento dei quartieri e forze politiche a Brescia 1967-77, Brescia, Nuova ricerca editrice, 1978.
- Le elezioni dei Consigli di Quartiere a Brescia nel 2014 (PDF), su comune.brescia.it. URL consultato il 5 gennaio 2024 (archiviato dall'url originale il 13 giugno 2022).

### Storia amministrativa
- Caionvico, su LombardiaBeniCulturali, Regione Lombardia.
- Raccolta dei decreti del Governo provvisorio bresciano e di altre carte pubblicate a quell'epoca colle stampe. Volume secondo, Brescia, Tipografia dipartimentale del Mella, 1804.
- Raccolta delle leggi, proclami, ordini ed avvisi nell'anno VI Repubblicano. Tomo V, Milano, Luigi Velandini, 1798.
- Raccolta delle leggi, proclami, ordini ed avvisi nell'anno VII Repubblicano. Tomo VI, Milano, Luigi Velandini, 1798.
- Raccolta delle leggi, proclami, ordini ed avvisi. Pubblicati in Milano dal giorno 13 Pratile anno VIII, epoca del ritorno dell'Armata Francese in questa città. Tomo II.
- Bollettino delle leggi del Regno d'Italia. Parte Prima. Dal I gennaio al 30 giugno 1805, Milano, Stamperia Reale, 1805.
- Atti del Governo di Lombardia. Parte Prima. Dal 1° Gennajo al 30 Giugno 1816, Milano, Imperial Regia Stamperia, 1816.
- Collezione celerifera delle leggi, decreti, istruzioni e circolari pubblicate nell'anno 1859, Torino, Stamperia Reale, 1860.